# Mazouna
Mazouna (în arabă مازونة) este o comună din provincia Relizane, Algeria.
Populația comunei este de 26.044 de locuitori (2008).